# Koewacht
Koewacht es un pueblo fronterizo compartido que se extiende por dos países y tres municipios. Desde el 1 de abril de 1970, Koewacht formaba parte del municipio de Axel. Desde 2003, está incorporado al municipio de Terneuzen, situado en la frontera belga-neerlandesa (donde se encontraba una oficina fronteriza).
El antiguo municipio de Koewacht incluía las aldeas de Boschdorp, Fort Ferdinandus, Hazelarenhoek, Nieuwemolen, Oudemolen, Sint-Andries, Het Zand, Kruispad, Wouterij y parte del pueblo alargado de Heikant.
Tradicionalmente, Koewacht ha sido un centro de la industria del procesamiento del lino en Zeeuws-Vlaanderen.
La mayor parte pertenece al municipio de Terneuzen, en la provincia neerlandesa de Zeeland (región de Zeeuws-Vlaanderen). La parte restante está dividida entre los municipios belgas de Lokeren y Stekene.  
El pueblo cuenta con 2.565 habitantes (2023, parte neerlandesa), y su nombre hace referencia a la actividad de ‘‘esperar vacas’’ (koeien wachten).  
Su ubicación en la frontera le da un carácter muy propio.